# ملکه باشگاه تابارن
ملکه باشگاه تابارن (اسپانیایی: La reina del Tabarín‎) یک فیلم کمدی اسپانیایی به کارگردانی خسوس فرانکو است که در سال ۱۹۶۰ منتشر شد. از بازیگران این فیلم می‌توان به ایو ماسار و دورا دال اشاره کرد.